# ISO 3166-2:PA
ISO 3166-2:PA — стандарт Международной организации по стандартизации, который определяет геокоды. Является подмножеством стандарта ISO 3166-2, относящимся к Панаме.
Стандарт охватывает 9 провинций и 3 конмарки (автономные области) Панамы. Каждый геокод состоит из двух частей: кода Alpha2 по стандарту ISO 3166-1 для Панамы — PA и дополнительного кода, записанных через дефис. Дополнительный, односимвольный код провинций образован односимвольным числом,  двухбуквенный код конмарок образован аббревиатурой названия конмарки. Геокоды провинций и конмарок Панамы являются подмножеством кодов домена верхнего уровня — PA, присвоенного Панаме в соответствии со стандартами ISO 3166-1.

## Геокоды Панамы

Геокоды провинций и конмарок Панамы по стандарту ISO 3166-2:PA

Геокоды 9 провинций и 3 конмарок административно-территориального деления Панамы.
| Геокод | Административная единица | Статус    |
| ------ | ------------------------ | --------- |
| PA-1   | Бокас-дель-Торо          | провинция |
| PA-9   | Верагуас                 | провинция |
| PA-5   | Дарьен                   | провинция |
| PA-2   | Кокле                    | провинция |
| PA-3   | Колон                    | провинция |
| PA-KY  | Куна-Яла                 | конмарка  |
| PA-7   | Лос-Сантос               | провинция |
| PA-NB  | Нгобе-Бугле              | конмарка  |
| PA-8   | Панама                   | провинция |
| PA-4   | Чирики                   | провинция |
| PA-EM  | Эмбера-Воунаан           | конмарка  |
| PA-6   | Эррера                   | провинция |

## Геокоды пограничных Панаме государств
- Колумбия — ISO 3166-2:CO (на востоке),
- Коста-Рика — ISO 3166-2:CR (на западе).